# 黑澤爾頓鎮區 (明尼蘇達州基特遜縣)
黑澤爾頓鎮區（英語：Hazelton Township）是位於美國明尼蘇達州基特遜縣的一個行政鎮區。

## 歷史
黑澤爾頓鎮區於1888年設立，得名自當地茂密的榛樹。

## 地方資料
黑澤爾頓鎮區的面積為93.16平方千米，當中陸地面積為92.64平方千米，而水域面積為0.52平方千米。根據2020年美國人口普查的數據，當地共有人口100人，而人口密度為每平方千米1.07人。